# Tempel-Institut

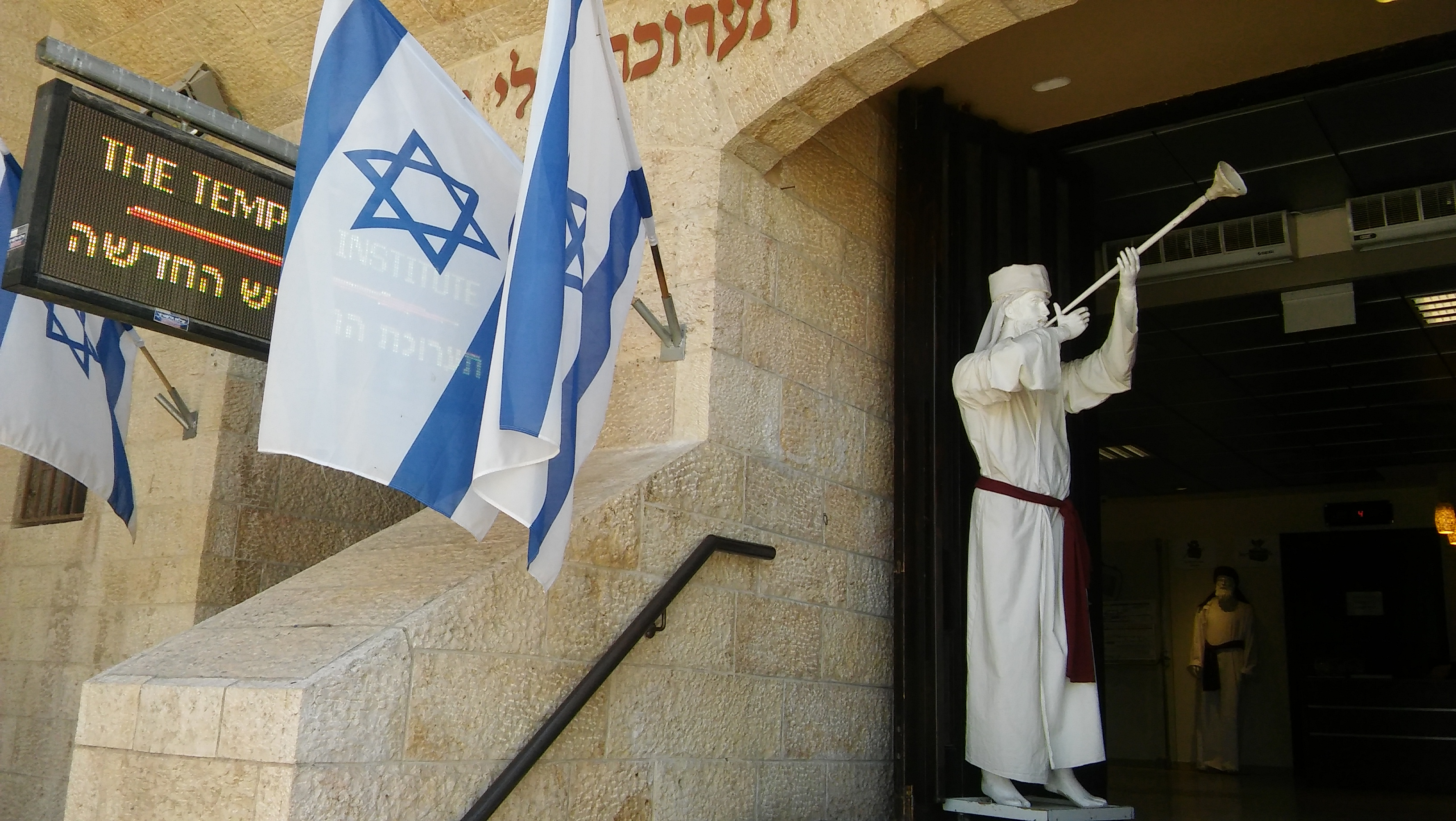
Tempel-Institut: Lebensgroße Figur eines Kohen mit Tempeltrompete

Das Tempel-Institut (hebräisch מָכוֹן הַמִּקְדָּשׁ Machōn ha-Miqdasch) ist ein Museum, Forschungsinstitut und Ausbildungszentrum in Jerusalem.
Das Museum hat pro Jahr rund 100.000 Besucher, 60 % von ihnen sind Nichtjuden, vor allem evangelikale Christen. Nach Ansicht von Fremdenführern, die sich auf diese Kundengruppe spezialisiert haben, ist für sie der Besuch des Museums ein Höhepunkt ihrer Israel-Reise. Die Eintrittsgelder und die Erträge aus dem Museumsladen erbringen fast 50 % des Budgets des Tempel-Instituts.

## Ziele
Wie weite Teile des orthodoxen Judentums, erwarten die Unterstützer des Tempel-Instituts für die Zukunft, dass wieder ein jüdischer Tempel auf dem Tempelberg stehen werde (der sogenannte „Dritte Tempel“) und die Rituale, insbesondere Opfer, wieder aufgenommen werden.
Das Tempel-Institut befasst sich allerdings mit der aktiven Vorbereitung auf diesen Tempel-Neubau:
1. Museum: Ausstellung neu angefertigter Kultgeräte und Gewänder, die den Erfordernissen der Halacha entsprechen, z. B. Posaunen aus purem Silber oder einen neuen siebenarmigen Leuchter aus Gold.
2. Forschungsinstitut: Rückgewinnung der Ingredienzen, die für bestimmte Rituale benötigt werden. So läuft z. B. ein aufwendiges Programm, um ein Rind aufzuziehen, aus dem man die „Asche einer roten Kuh“ herstellen will.[2][3]
3. Ausbildungszentrum: Versuche, aus dem Studium der Quellen und einer Art Reenactment das verlorene Spezialwissen der antiken Priesterschaft zurückzugewinnen und heutige Priesternachkommen (Kohanim) in diesen Abläufen zu schulen.
4. Öffentlichkeitswirksame Aktionen, zuletzt im Oktober 2017 (Sukkot): Durchführung des rituellen Wasserschöpfens direkt am Fuß des Tempelberges an der Südmauer, mit etwa 500 Teilnehmern.[4]

Während das orthodoxe Judentum traditionell die Position vertreten hatte, dass ein Jude das ehemalige Tempelareal nicht betreten dürfe, da man Gefahr laufe, heiliges Terrain zu betreten, ohne im Zustand kultischer Reinheit zu sein, teilt das Tempel-Institut diese Meinung nicht und entwickelt Rundgänge, die nur über sicheres Terrain führen. Es werden Regeln für die Tempelbesucher aufgestellt, die eine elementare kultische Reinheit gewährleisten sollen (u. a. keine Lederschuhe tragen). Das Tempel-Institut propagiert meditative Spaziergänge über das Tempelgelände als eine Art Wiederaufnahme des antiken Pilgerbetriebs an dieser Stätte.

## Geschichte
Das Tempel-Institut wurde 1987 von Rabbi Yisrael Ariel gegründet.
2015 hat das Tempelinstitut in den USA eingefrorene Embryos von Red Angus Kühen erstanden und in israelische Kühe implantiert. Aus der Nachkommenschaft soll eine makellose rote Kuh gezüchtet werden, bei der nicht mehr als zwei Haare andersfarbig sein dürfen. Die Asche einer dreijährigen roten Kuh ist für ein rituelles Bad notwendig, wenn sich ein Priester spirituell verunreinigt hat, weil er zum Beispiel einen Toten berührt oder einen Friedhof besucht hat (Tumat Hamet). Dieser hohe Grad der Reinigung muss durchgeführt werden, bevor der Priester das Areal des Tempel betreten darf oder seinen Dienst im Tempel verrichten kann. 
Ysrael Ariels Forderung nach dem Wiederaufbau des Dritten Tempels auf dem Tempelberg wurden von der Mehrheit der jüdischen Strömungen abgelehnt, da traditionell das Betreten des Tempelbergs und der Tempelbau als verboten gelten, um eine Entweihung des heiligen Ortes zu vermeiden.